# Soulsonic Force
Soulsonic Force war eine Hip-Hop-Band. Sie arbeitete sehr erfolgreich mit Afrika Bambaataa zusammen. Die wichtigsten Mitglieder waren G.L.O.B.E., Pow Wow, Mr. Biggs und DJ Jazzy Jay. 

## Geschichte
Soulsonic Force trat in dem Film Beat Street auf, in dem Film Hip Hop – A Street History sowie zusammengefasst im Bambaataa-Video Electric Dance Hop. Sie sind in den Videos zu Planet Rock, Renegades of Funk und Looking for the Perfect Beat zu sehen. Auch auf späteren LPs wie Lost Generation aus den 1990er Jahren wirkten sie mit. Neben den Platten mit Afrika Bambaataa publizierten sie auch eigene Veröffentlichungen auf dem Label Tommy Boy.
Interessant ist auch, dass die Band bei der Produktion des Albums Planet Rock nicht nur mit Afrika Bambaataa, sondern auch mit dem DJ und Produzenten Paul Oakenfold, der wohl eher dem Genre Trance zuzuordnen ist, zusammenarbeitete.
Zu den Anfangszeiten in den 1980er Jahren trat sie in futuristisch anmutenden Bühnenoutfits auf, die an die frühen Zeiten der Funk-Bands wie Parliament oder Funkadelic, Vorbilder Bambaataas, erinnern. Sie hatte international großen Erfolg und tourte auch durch Europa. 2003 trat die gesamte Gruppe noch einmal in New York zusammen mit vielen anderen Pionieren des Hip-Hop auf, was zur Produktion der DVD Kings of Hip Hop – The Founders führte.